# The Goose Woman
The Goose Woman is een Amerikaanse dramafilm uit 1925 onder regie van Clarence Brown. Destijds werd de film in Nederland uitgebracht onder de titel De ganzenhoedster.

## Verhaal
De beroemde operazangeres Mary Holmes verliest haar stem met de geboorte van haar zoon Gerald. Ze keert terug naar haar geboortestad en gaat er ganzen hoeden. Jaren later vindt er een moord plaats in de streek. In de hoop opnieuw in de belangstelling te staan verzint ze een getuigenis. Kort daarna wordt Gerald opgepakt op verdenking van moord.

## Rolverdeling
| Acteur                 | Personage                    |
| ---------------------- | ---------------------------- |
| Jack Pickford          | Gerald Holmes                |
| Louise Dresser         | Marie de Nardi / Mary Holmes |
| Constance Bennett      | Hazel Woods                  |
| Marc McDermott         | Amos Ethridge                |
| Spottiswoode Aitken    | Jacob Rigg                   |
| James O. Barrows       | Hoofdrechercheur Kelly       |
| George Nichols         | Rechercheur Lopez            |
| Gustav von Seyffertitz | Mijnheer Vogel               |
| George Cooper          | Verslaggever                 |
| Kate Price             | Directrice                   |